# Quartier Bourg-l'Évesque - la Touche - Moulin du Comte
Le quartier Bourg-l'Évesque - la Touche - Moulin du Comte, est un quartier de Rennes, dans le département français d'Ille-et-Vilaine en région Bretagne. Il est divisé en cinq sous-quartiers :
- Bourg-l'Évesque
- La Touche
- Moulin du Comte
- Atalante-Champeaux
- ZA Ouest

## Situation
|                 | Rennes, Quartier Villejean - Beauregard                | Rennes, Quartier Nord - Saint-Martin |
| Vezin-le-Coquet | Quartier Bourg-l'Évesque - la Touche - Moulin du Comte | Rennes, Quartier Centre              |
|                 | Rennes, Quartier Cleunay - Arsenal-Redon               |                                      |

## Bourg-l'Évesque
Ce quartier a été l'objet d'un vaste programme de construction d'habitations qui avait pour but de répondre à la très forte demande en logements après la Seconde Guerre mondiale. Il remplace un ancien faubourg longtemps insalubre, entièrement rasé et remplacé par des immeubles modernes. 
L'ensemble est divisé en deux par un immeuble-corps de passage qui enjambe la rue de Brest, au niveau de la rivière de l'Ille, le long de laquelle a été aménagée une promenade. Au sud de cet immeuble, deux entités distinctes sont séparées par la rue de Brest, l'une regroupe des immeubles d'habitation et des commerces, l'autre est constituée d'immeubles et d'un petit square. S'y dresse la tour Les Horizons, une des images marquantes de la ville de Rennes comme l'un des premiers immeubles de grande hauteur à usage d'habitation en France. De fait, le quartier est composé de grands immeubles qui tranchent avec les quartiers avoisinants. A l'angle des rues Papu et de Brest, l'ancienne école Papu a résisté à la démolition. Elle accueille aujourd'hui plusieurs associations, notamment l'Institut Confucius de Bretagne et le théâtre Lillico.
Le périmètre de Bourg-l'Évesque inclut également le mail François-Mitterrand, généralement appelé Le Mail, par les Rennais. Longtemps dévolu à être un simple parking, cet espace de 800 mètres de long et 50 mètres de large a été profondément remanié pour être inauguré en 2015 sous forme de promenade urbaine. À son extrémité ouest se trouve le jardin de la Confluence, où l'Ille se jette dans la Vilaine, et à son extrémité est, proche de la place de Bretagne a été construit l'immeuble Cap Mail dont l'architecte n'est autre que Jean Nouvel. Avec Les Horizons, Cap Mail devient donc le deuxième immeuble phare du quartier. Le Mail, quartier où l'on trouvait de l'activité secondaire avec plusieurs garages automobiles, est donc devenu en quelques années un quartier davantage résidentiel, très prisé car proche du centre-ville.
Bourg l'Evesque est desservi sur le mail François-Mitterrand par les lignes C4 et 11 principalement, et sur la rue de Brest par les lignes C1 et 10.

### Commerces et équipements
- Parc et quai Saint-Cyr
- Promenade du mail
- Jardin de la Confluence
- Bibliothèque Bourg-l'Évesque
- Les Horizons
- École élémentaire Sainte-Marie
- Institut Confucius de Bretagne
- Maison du théâtre amateur (Adec)
- Avenir de Rennes

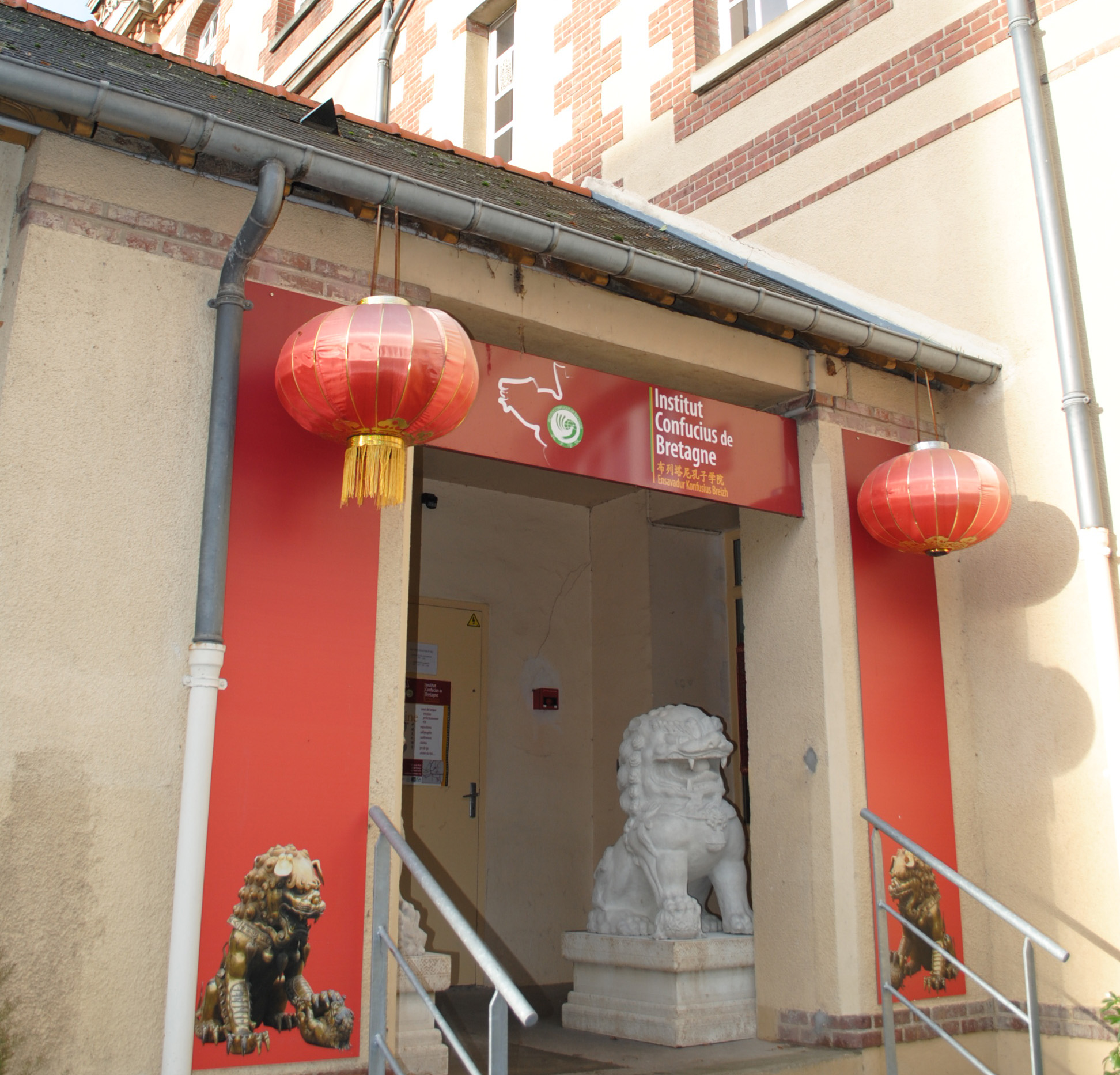
Entrée de l'Institut Confucius
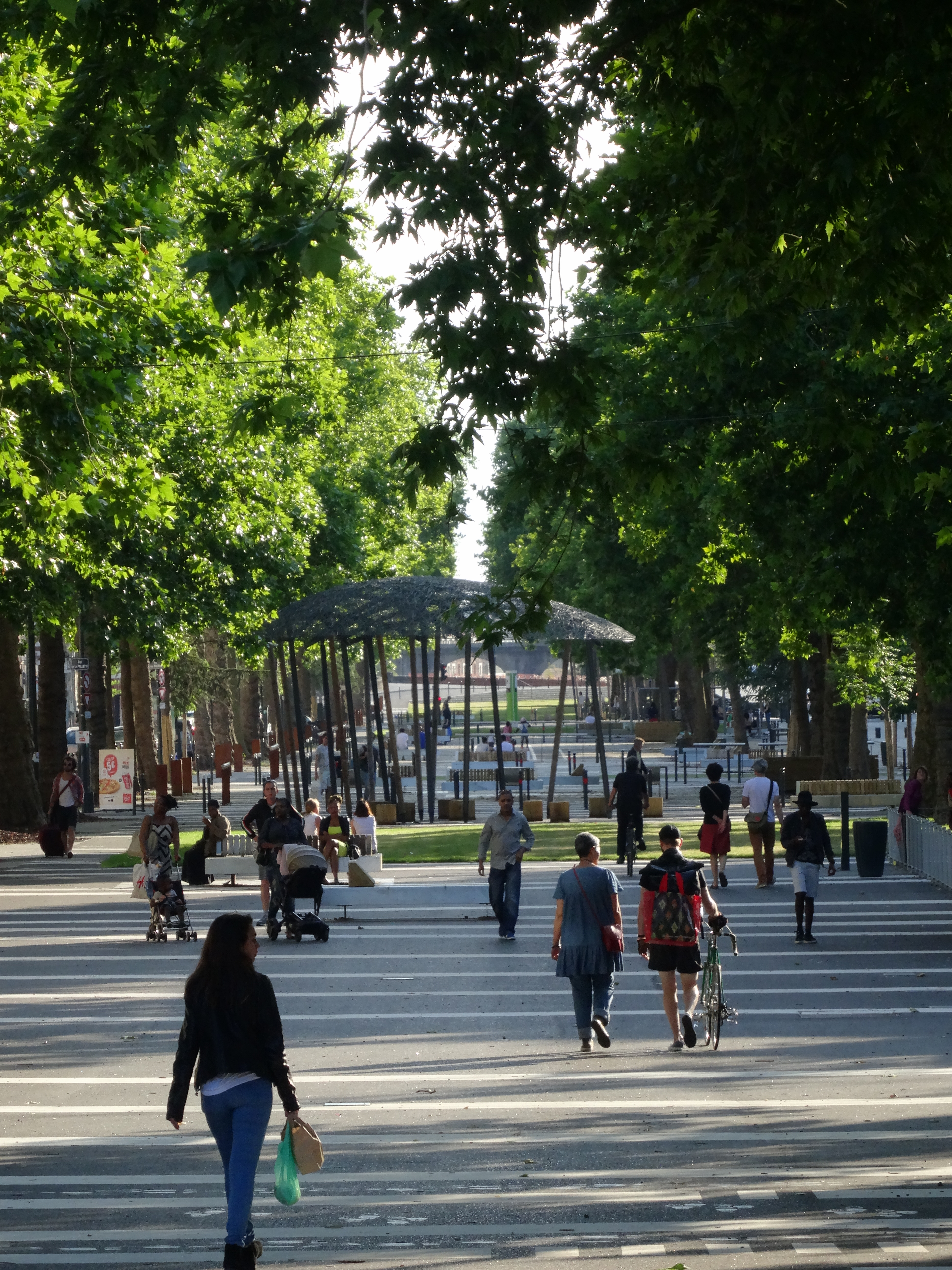
Le Mail
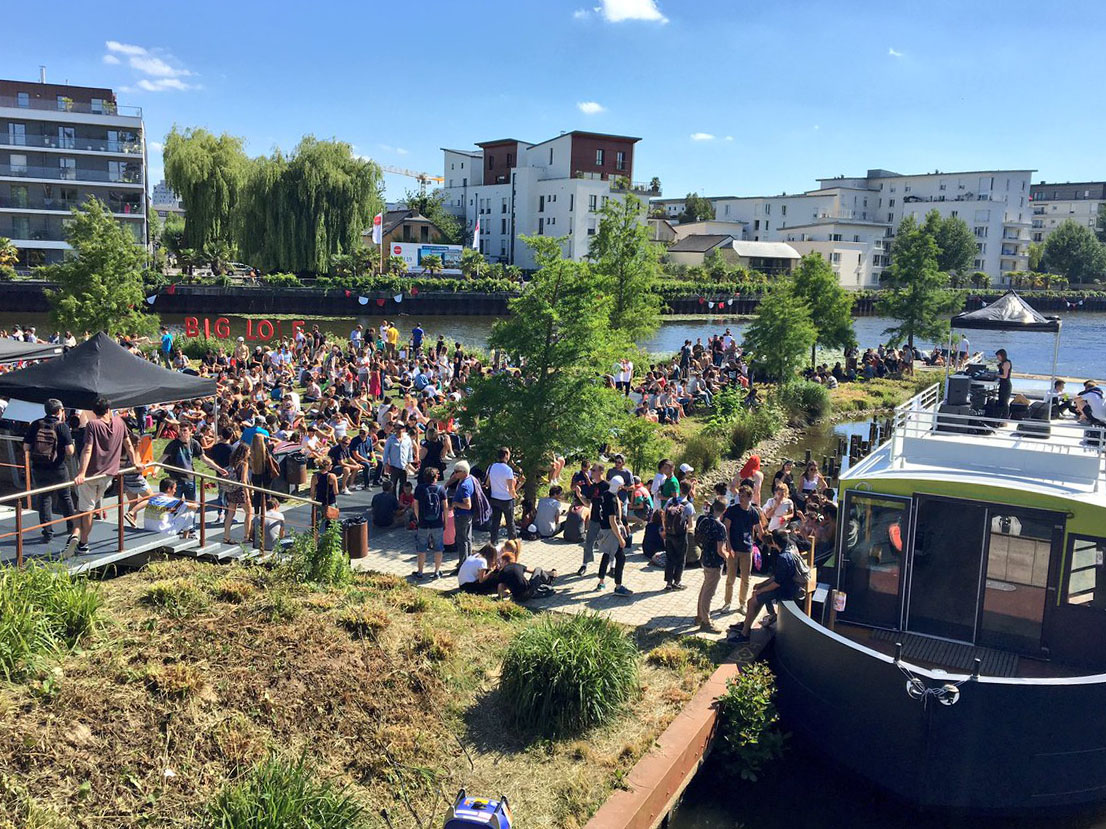
Jardin de la Confluence
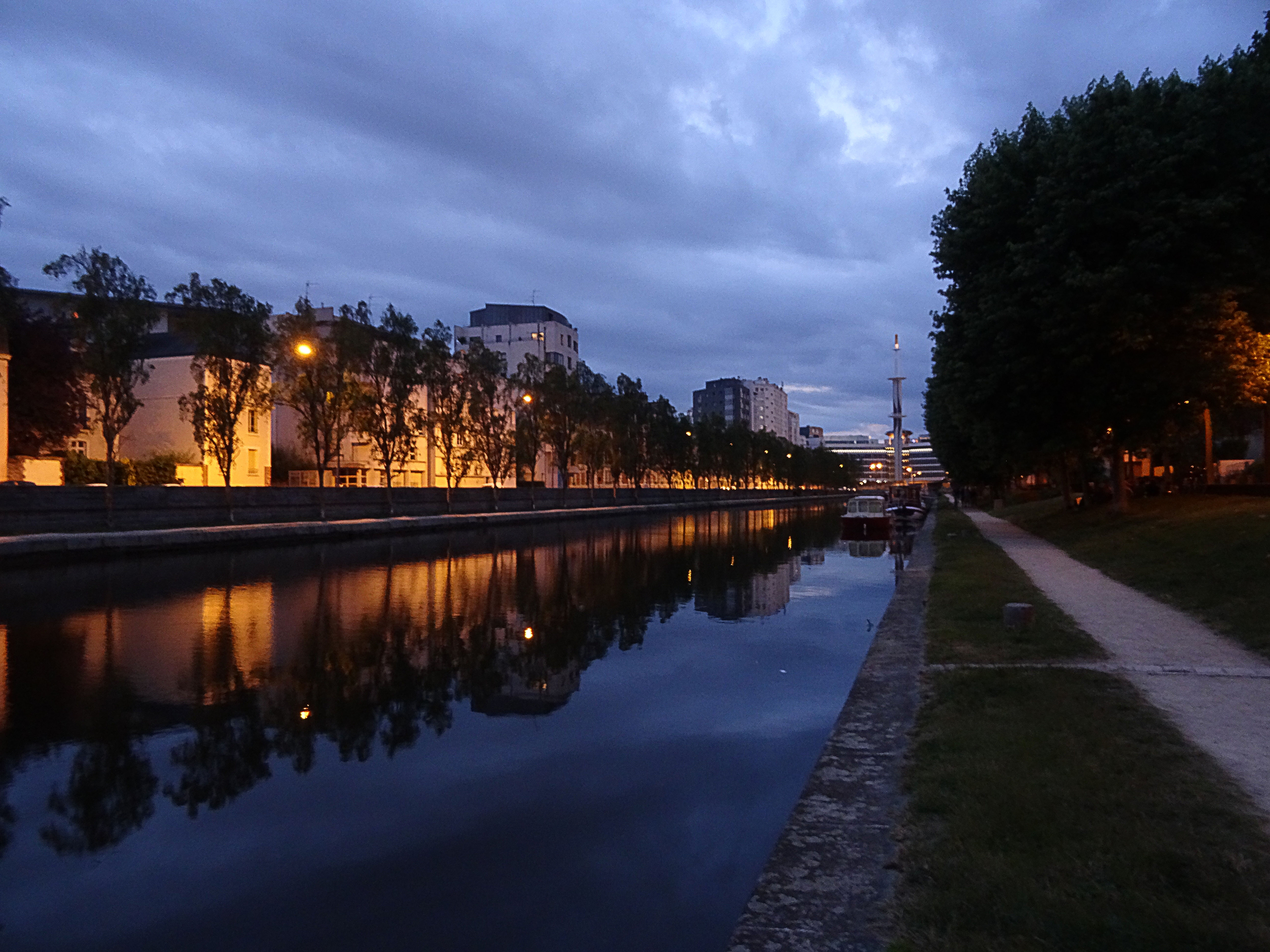
Quai Saint-Cyr

### Voies principales
- rue de Brest
- mail François-Mitterrand
- rue Papu
- quai Saint-Cyr
- rue Vaneau

## La Touche
Largement pavillonnaire à proximité du canal, le quartier comporte aussi un ensemble de logements locatifs sociaux anciens à proximité du chemin de fer. Traversé par le boulevard de Verdun, le quartier est aussi appelé Anatole France, du nom de la station de métro située au nord. Outre le métro, le quartier est desservi par les lignes C1 et 10 ainsi que par les TER vers Saint-Malo à la halte de Pontchaillou. C'est un quartier apprécié par les étudiants du fait de sa position à mi-distance des facultés de Villejean et du centre-ville. Au cours des années 2000 est réhabilitée la caserne Mac Mahon, juste à côté de la station de métro et mêle logement, maison de quartier, et accueille en son centre un square, le tout dans un site mixant immeubles de caractère et formes urbaines modernes. Enfin, le quartier est marqué par la présence de l'ERP Jean-Janvier qui occupe une place importante ainsi que par le square de la Touche.
La Touche est concerné par une opération d'urbanisme autour de la halte de Pontchaillou, afin de faire face à l'augmentation du nombre de voyageurs sur le réseau TER Bretagne. Actuellement peu visible et peu accessible, ses abords et ses accès vont être profondément remaniés afin de dynamiser le secteur, en retravaillant l'allée des Chesnais, liaison piétonne entre les quartiers de la Touche et Villejean, et plus spécifiquement l'hôpital Pontchaillou, et en accueillant des nouveaux commerces et services.

### Commerces et équipements
- Station de métro Anatole France
- Square de la Touche
- Gymnase Constant-Véron
- École maternelle et élémentaire de l'Ille
- Cité universitaire : La Touche
- Maison de quartier la Touche

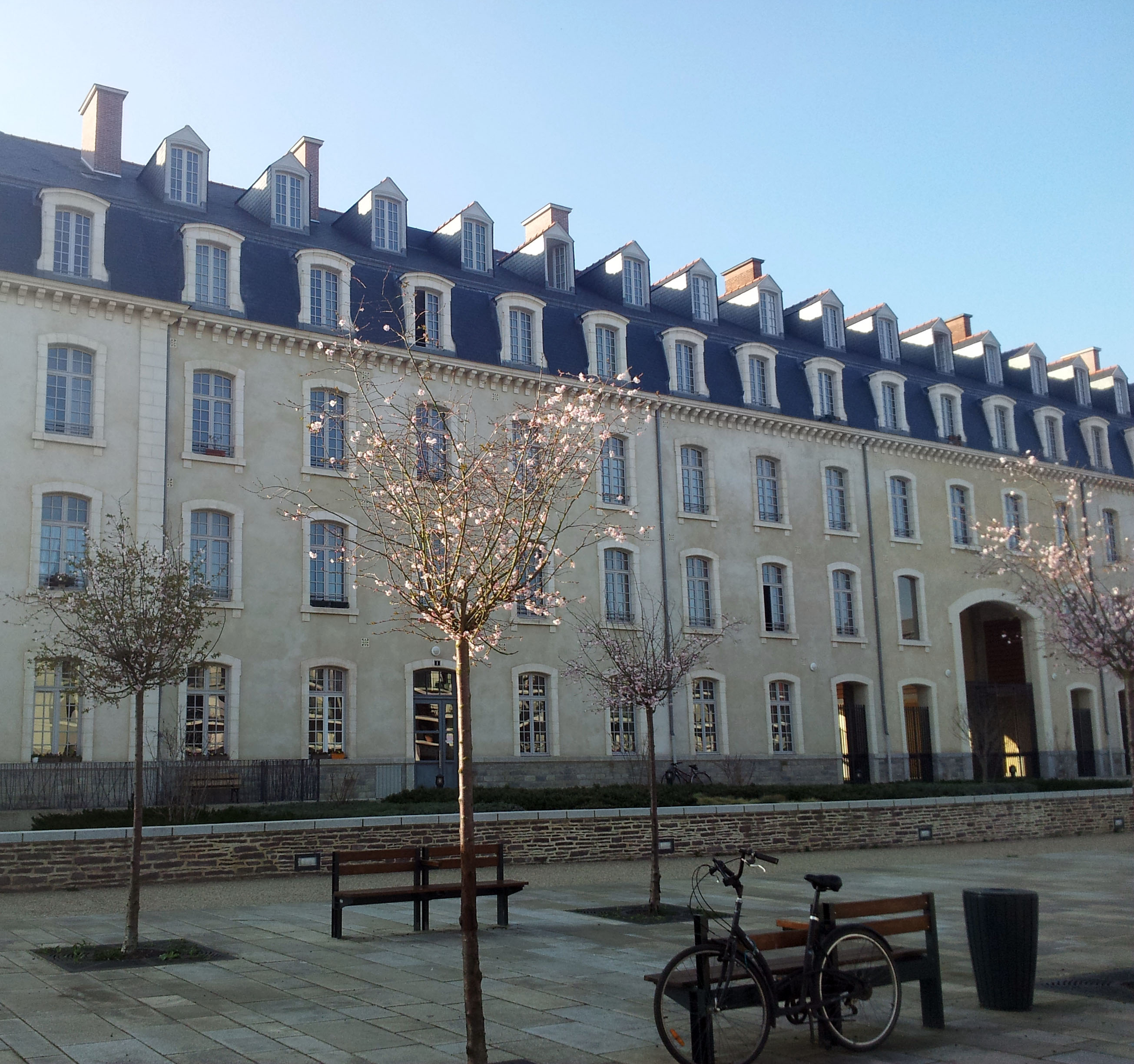
Place Simone-de-Beauvoir
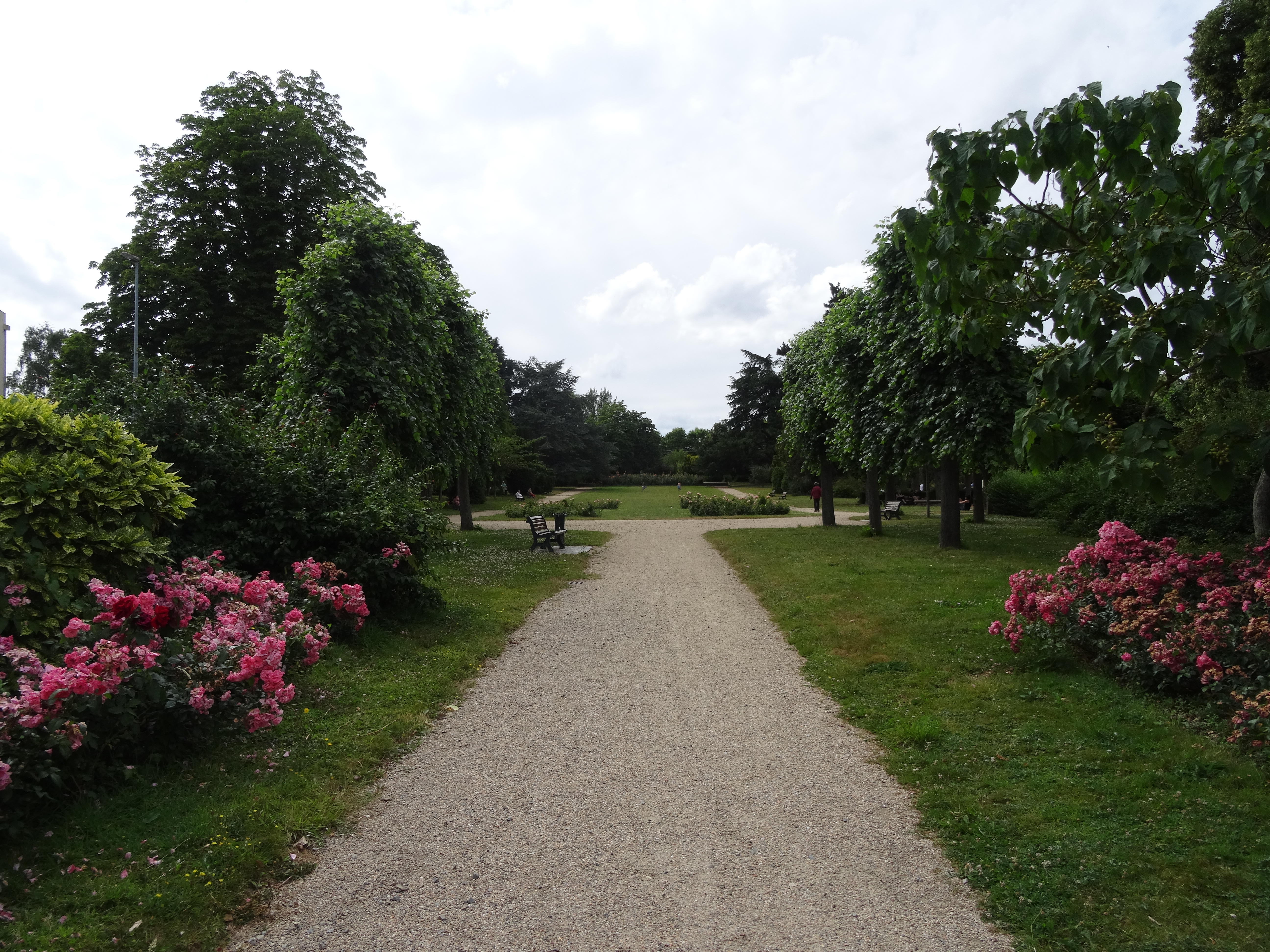
Square de la Touche
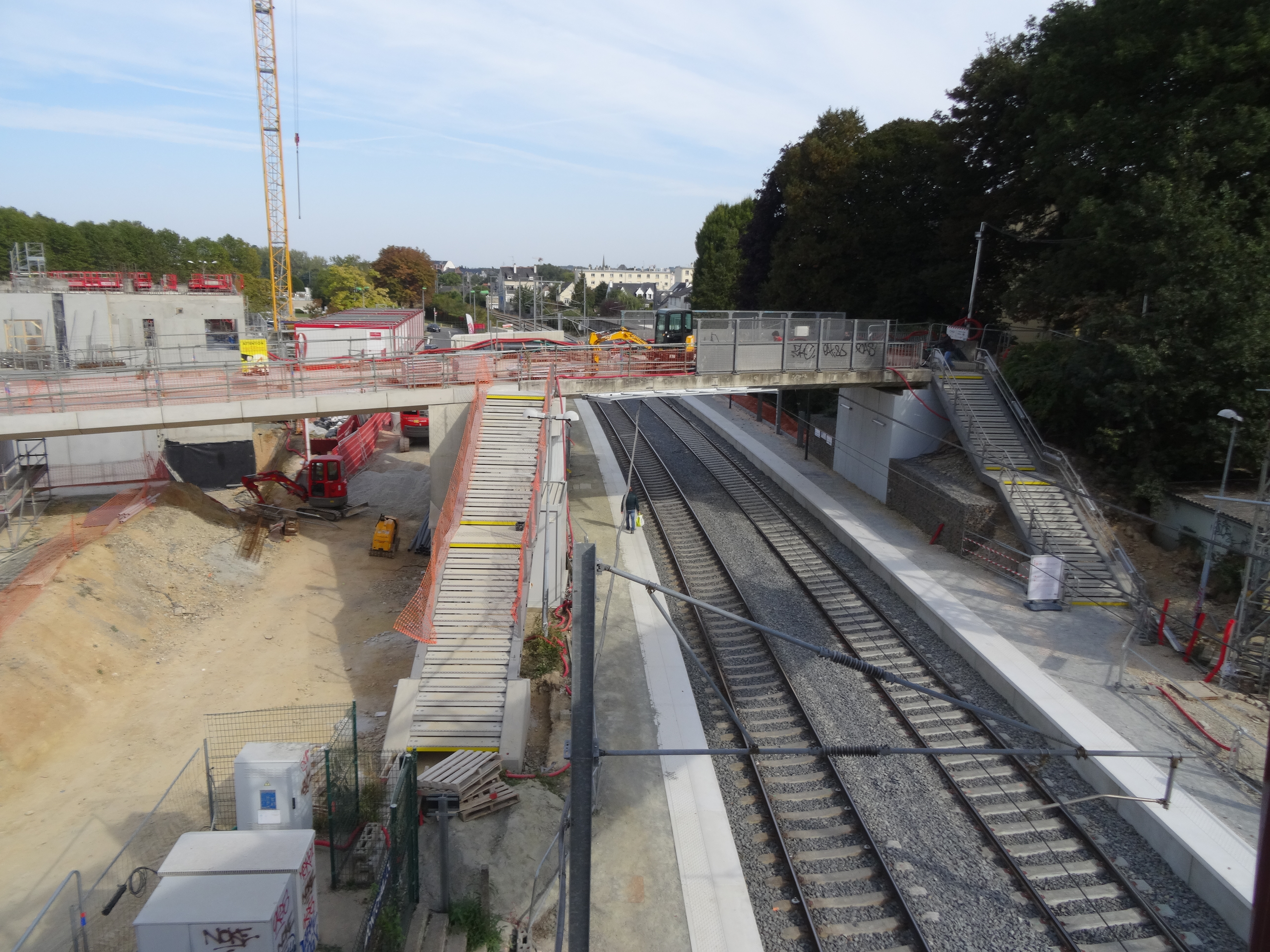
La halte de Pontchaillou en travaux, en octobre 2016

### Voies principales
- Avenue du 41e Régiment d'Infanterie
- boulevard du Maréchal-de-Lattre-de-Tassigny
- boulevard de Verdun

## Moulin du Comte
C'est un quartier s'articulant autour de la rue de Lorient.
Il est desservi par les lignes 11 et 14 essentiellement, et célèbre par la présence du Roazhon Park, dans la partie ouest du quartier.
Le quartier commence ainsi à l'extrémité ouest du mail avec un premier ilot bordé par la Vilaine et séparé du reste du quartier par les voies ferrées vers Brest et Saint-Malo. C'est sur cet ilot qu'est annoncé en 2015 le projet de la ZAC Ilot et Pavillon de l'Octroi, associant logement et équipement culturels, le tout mettant en valeur les berges de la Vilaine. Le nom de ce programme provient de la présence de la maison d'octroi du Mail, au sud de la rue Louis-Guilloux, juste avant le pont marquant la limite avec Bourg-l'Evesque. Quant au nord, le quartier est bordé par les voies ferrées vers Brest marquant la limite avec Atalante-Champeaux, où pourrait émerger une gare à moyen terme, à proximité de l'avenue Charles-Géniaux.
Moulin du Comte a un ancien passé d'activités artisanales, qui cèdent peu à peu leur emprise pour de l'habitat, comme en témoignent les immeubles de la ZAC Papeterie, sur les berges du fleuve, visuellement en rupture avec le reste du quartier par leurs teintes bleues. Associé à la ZAC de l'Octroi, et d'opérations plus ponctuelles sur la rue de Lorient, le quartier est donc dans une dynamique d'évolution.

### Commerces et équipements
- Roazhon Park
- Complexe sportif Charles-Géniaux
- Complexe sportif Moulin-du-Comte
- École maternelle et élémentaire Moulin-du-Comte
- École élémentaire Montessori

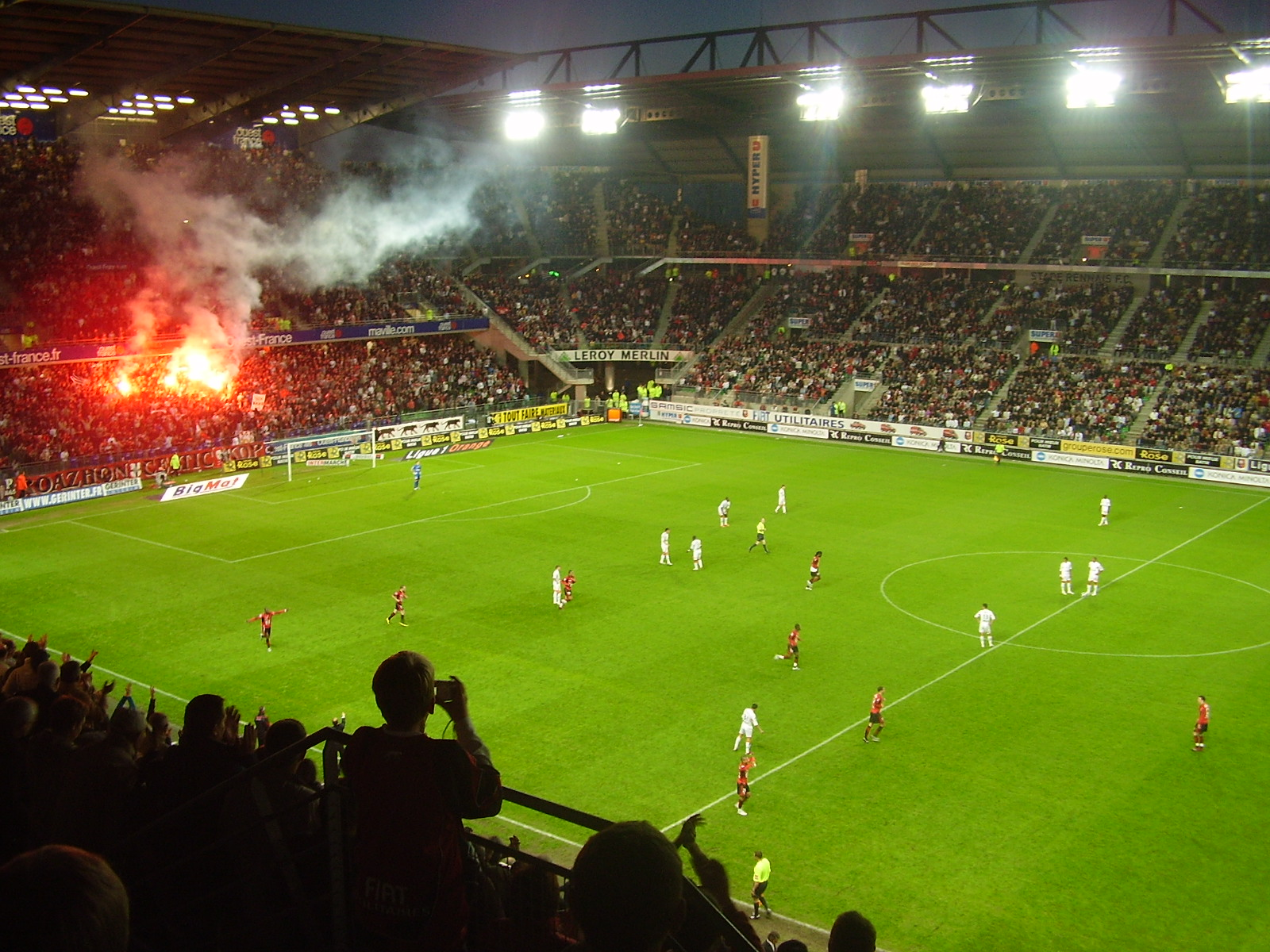
Le Roazhon Park
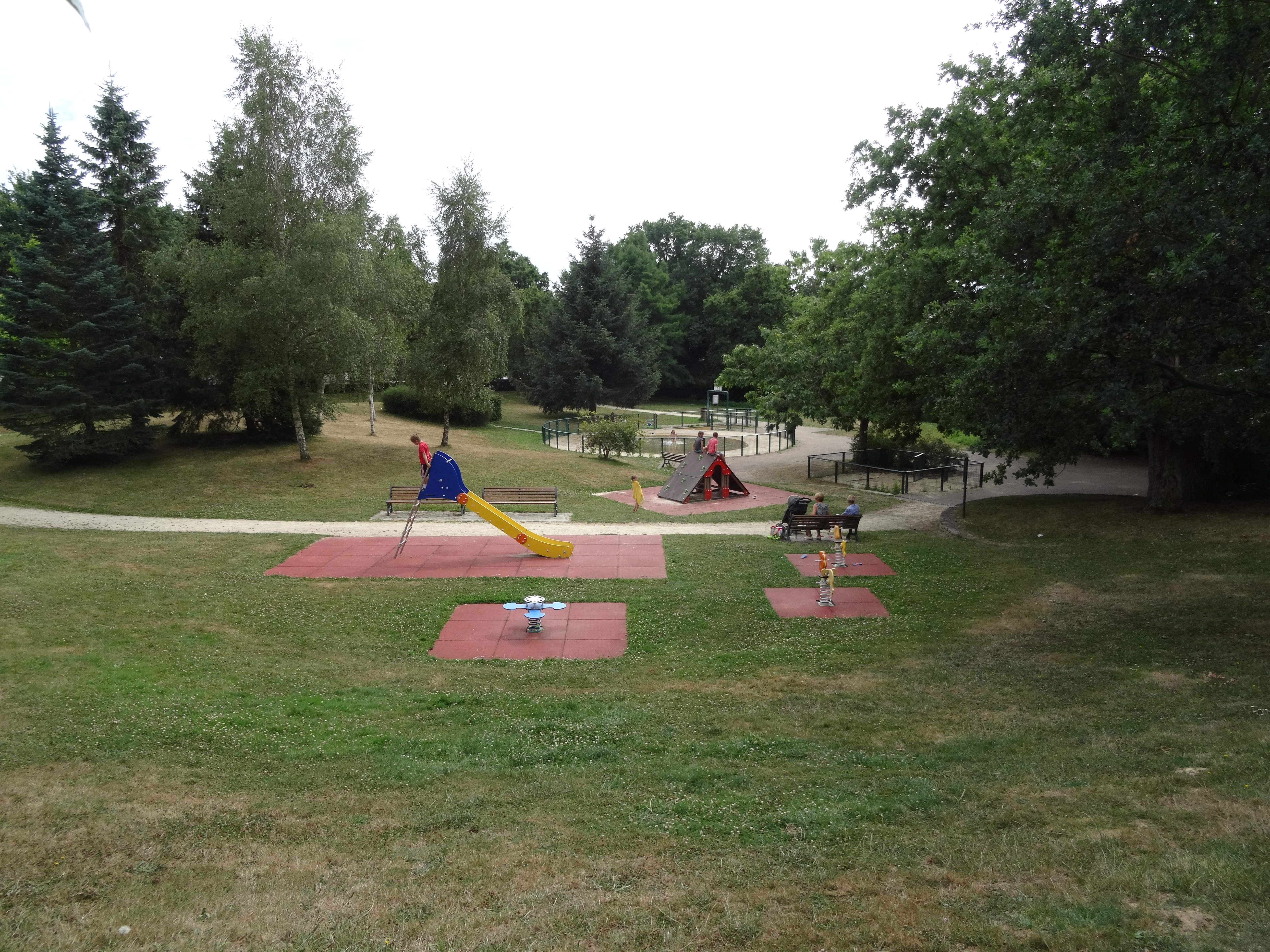
Square Charles-Géniaux
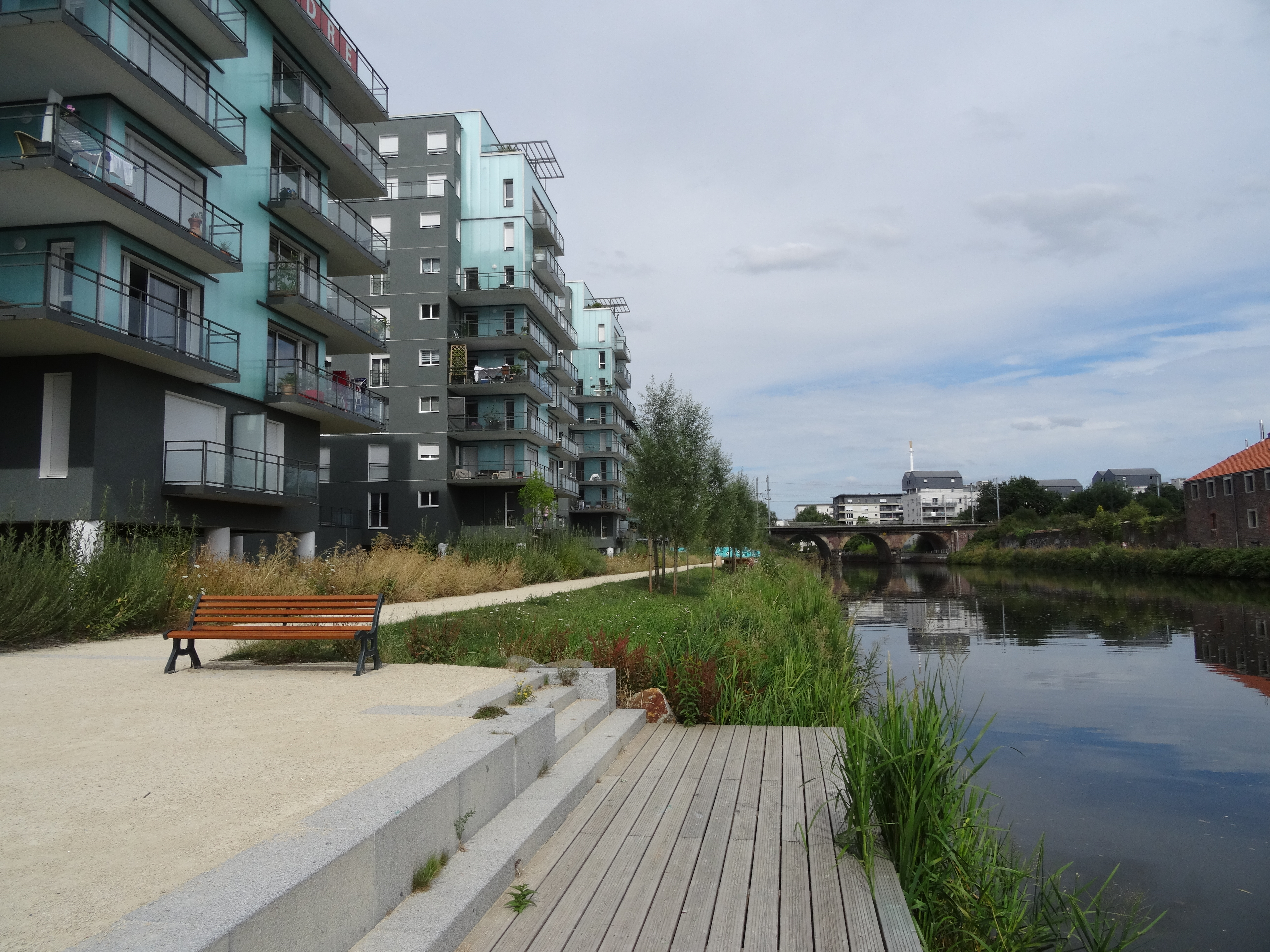
ZAC Papeterie
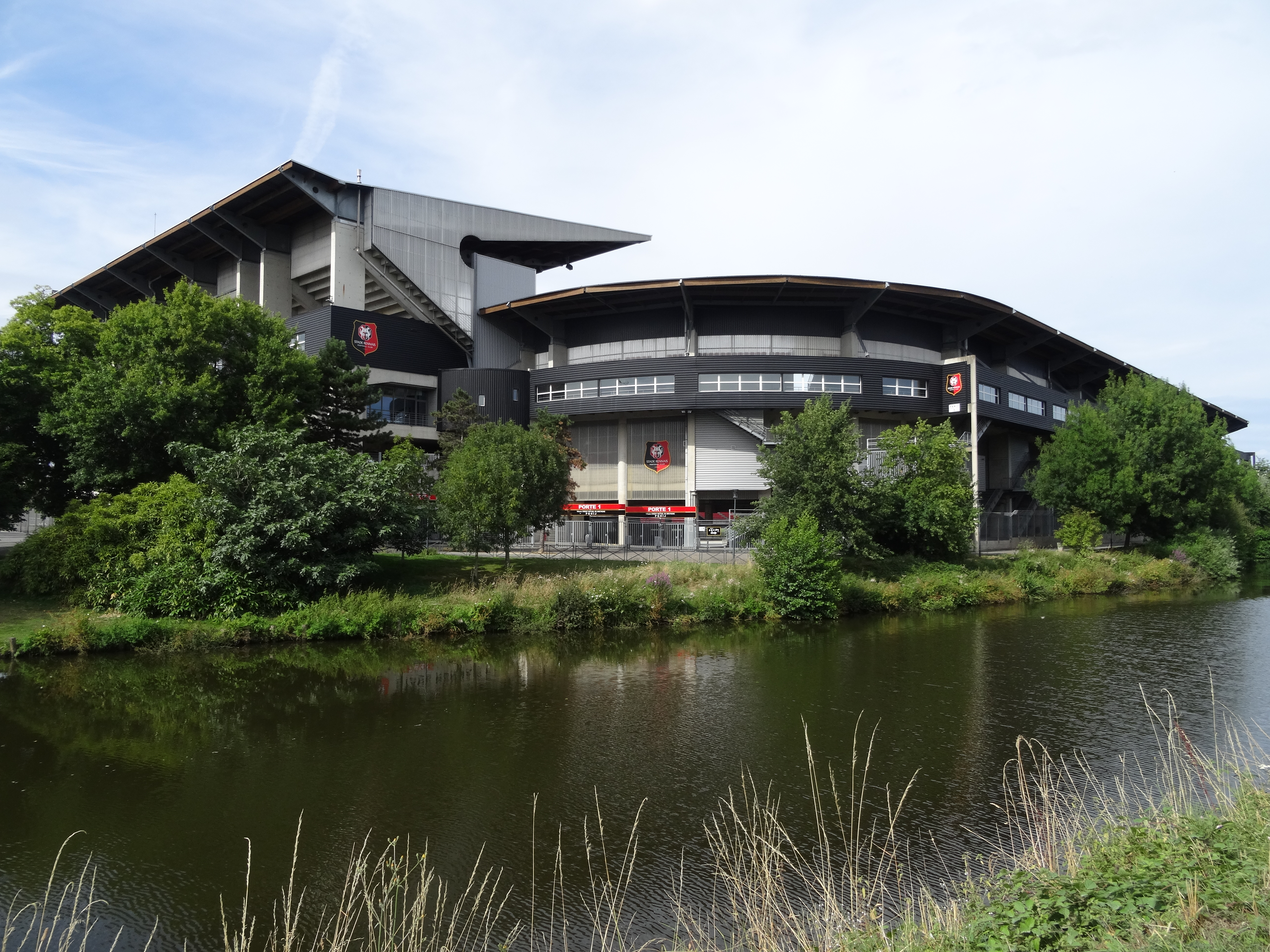
Roazhon Park et quai Éric-Tabarly

### Voies principales
- rue Charles-Géniaux
- rue de Lorient
- boulevard Marbeuf

## Champeaux
Aussi appelé Atalante Champeaux du nom de la zone tertiaire qui occupe la majeure partie de son périmètre, ce quartier est situé à l'ouest de la ville, sur la route de Vezin. Il est coupé par la rocade en deux unités. À l'est, on trouve un des sites de la technopôle Rennes Atalante, et à l'ouest, à l'extérieur de la rocade une zone plutôt agricole avec notamment les serres municipales. Atalante Champeaux regroupe des entreprises, des laboratoires et un site de formation supérieure autour de l'agroalimentaire et de l'environnement, avec en particulier la présence de l'école d'agronomie.
Le quartier s'organise autour de la chambre d'agriculture qui trône au milieu d'un vaste rond-point, avec six voies qui convergeant vers ce même rond-point.
Le quartier est desservi par les lignes 14, 53 et 76. Au sud du quartier, les voies ferrées vers Brest marquent la limite avec le quartier du Moulin-du-Comte, et pourraient être un site d'implantation d'une nouvelle gare dans le cadre du développement du TER dans l'agglomération rennaise.

### Commerces et équipements
- École nationale supérieure agronomique de Rennes
- Chambre d'agriculture d'Ille-et-Vilaine

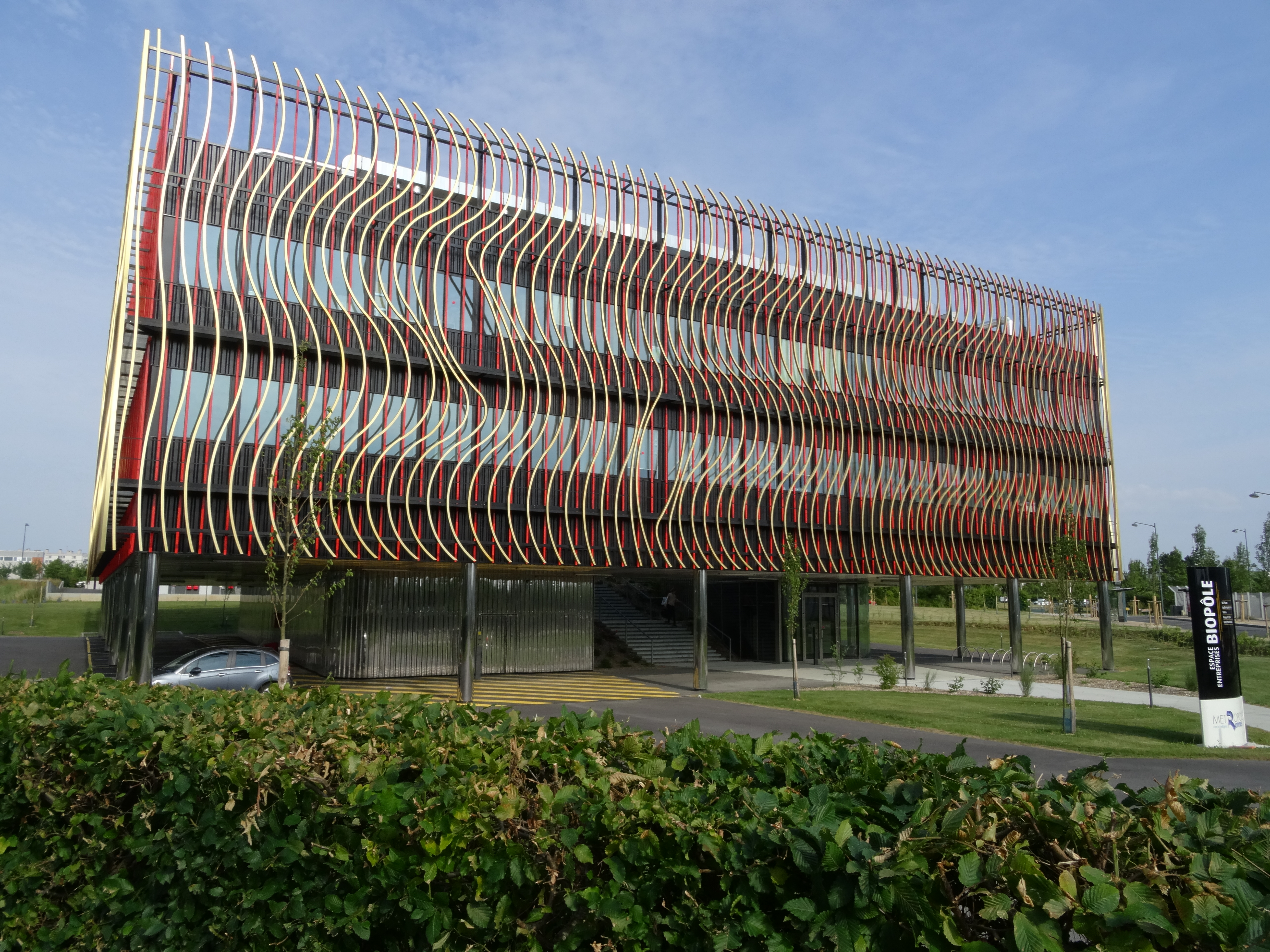
Bâtiment Biopole
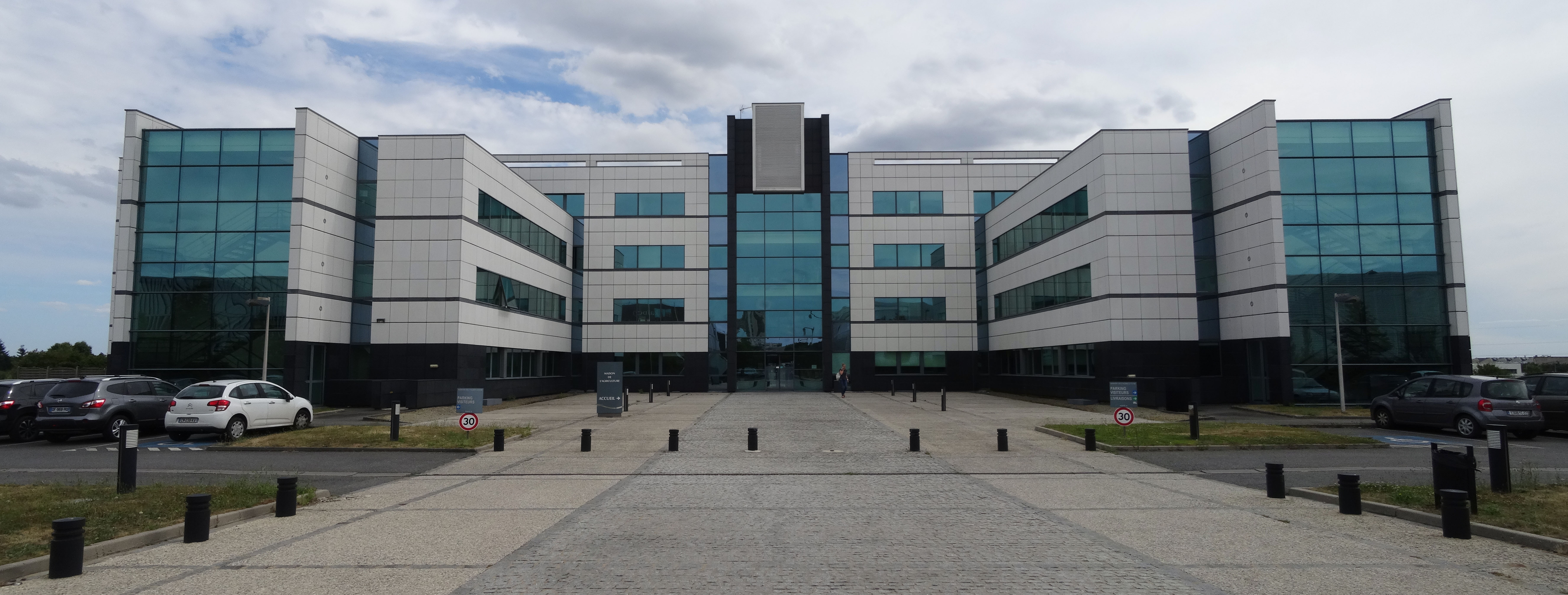
Chambre d'agriculture
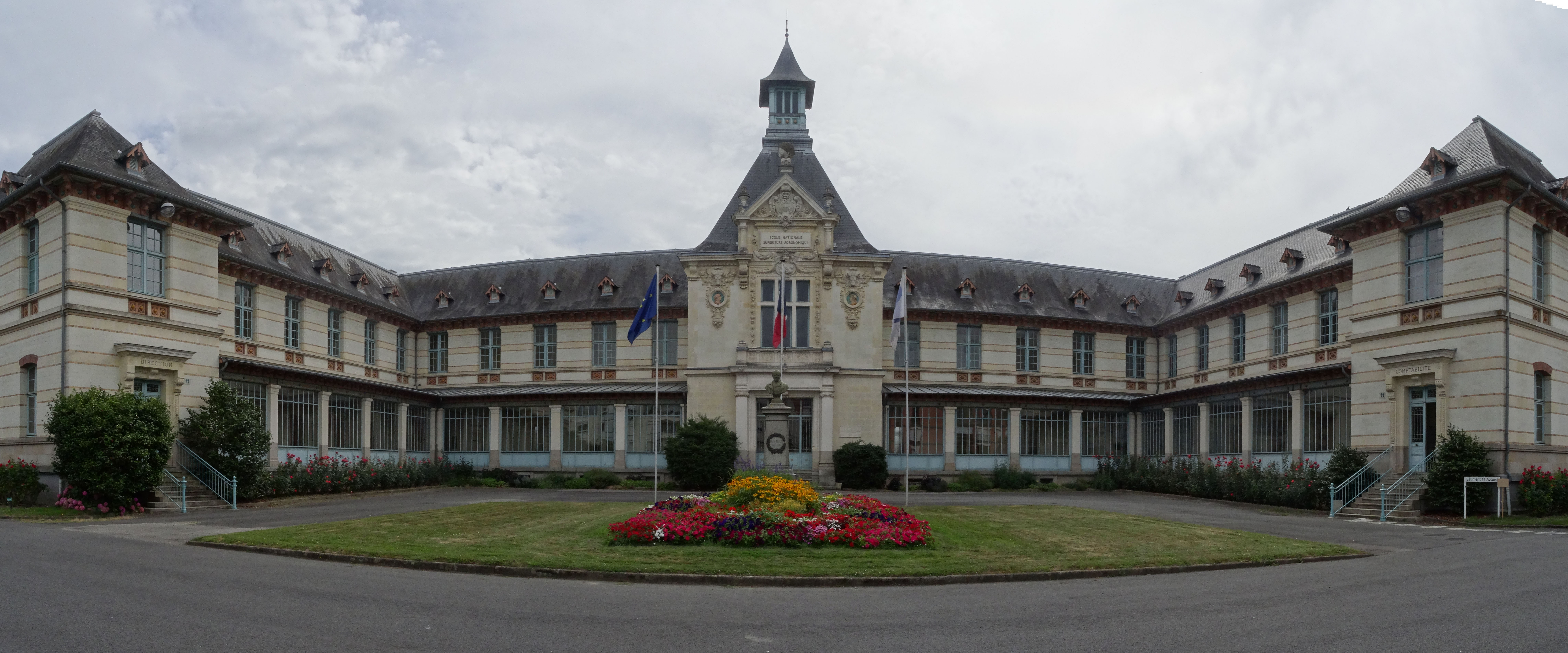
École d'agronomie

### Voies principales
- rue de Saint-Brieuc
- rue de Vezin

## ZA Ouest
Aussi appelée Zone de la Route de Lorient, ou Parc d'activité Ouest, il s'agit d'une vaste zone d'activité de 200 ha, à l'extérieur de la rocade de Rennes, s'étirant de part et d'autre de la route de Lorient, en partie sur la commune de Vezin-le-Coquet. On y trouve presque exclusivement des entreprises et des commerces.
Cette zone d'activité est irriguée principalement par la ligne 11 qui dessert à la fois le nord et le sud de la zone, tandis que les lignes 54 à 56 effectuent trois arrêts sur la rue de Lorient. La zone est souvent considérée comme un point noir de la circulation rennaise, étant un point de passage stratégique pour se rendre dans le sud-Bretagne, notamment vers Vannes, Lorient et Quimper, en provenance de Paris.
La ZA Ouest était historiquement marquée par la présence de grosses industries, en particulier La Barre Thomas, mais aujourd'hui ses fonctions se sont diversifiées, avec la présence d'un supermarché et de nombreuses boutiques de déstockage, outre plusieurs hôtels et restaurants. La zone est délimitée au sud par la Vilaine et au nord par les voies ferrées vers Brest. Il subsiste d'ailleurs de nombreuses traces du raccordement de la zone à la voie ferrée qui ne sont plus utilisés aujourd'hui, y compris des embranchements privés d'entreprises. Au sud, parallèle à la Vilaine, le quai Robinot-de-Saint-Cyr dispose d'une promenade aménagée permettant une liaison douce avec le quartier Moulin du Comte. L'autre espace vert qu'il convient de signaler dans la zone d'activité est le parc de la confluence Flume-Vilaine, à l'ouest de la zone sur la commune de Vezin-le-Coquet.    

### Commerces et équipements
- Le Jardin Moderne
- Marché d'intérêt régional

### Voies principales
- route de Lorient
- rue du Manoir-de-Servigné
- quai Robinot-de-Saint-Cyr